# Chrysosoma leucopygum
Chrysosoma leucopygum är en tvåvingeart som först beskrevs av de Meijere 1906.  Chrysosoma leucopygum ingår i släktet Chrysosoma och familjen styltflugor. Inga underarter finns listade i Catalogue of Life.